# سرنون (جورا)
السِّرنون هي بلدية فرنسية تقع في مقاطعة جوار ، في منطقة برغونية إفرنش كمته.